# Стереоселективный синтез

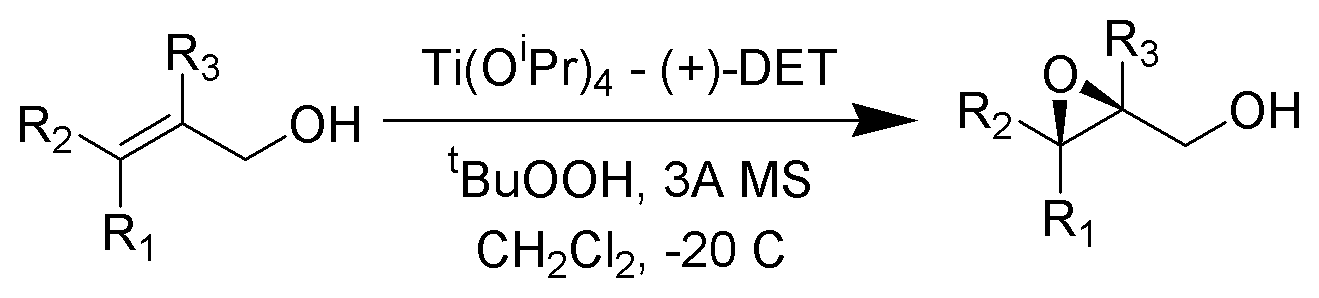
Пример стереоселективного синтеза: эпоксидирование по Шарплессу

Стереоселекти́вный си́нтез (хира́льный си́нтез, асимметри́ческий си́нтез, энантиоселекти́вный си́нтез) — это химическая реакция (или последовательность реакций), в ходе которой образуются стереоизомерные продукты (энантиомеры или диастереомеры) в неравных количествах. Методология стереоселективного синтеза играет важную роль в фармацевтике, поскольку различные энантиомеры и диастереомеры одной молекулы часто имеют различную биологическую активность.

## Концепция
В общем случае, химическая реакция между двумя ахиральными соединениями приводит к рацемическому продукту, то есть смеси стереоизомерных форм в одинаковом соотношении. Для того, чтобы преимущественно образовывалась только одна из стереоизомерных форм, необходимо наличие стереонаправляющего фактора. Таким фактором, как правило, является некий хиральный элемент (например, хиральный атом), который непосредственно не участвует в реакции, но осуществляет асимметрическую индукцию, направляя формирование нового стереоцентра в сторону образования того или иного стереоизомера, причём такой элемент может находиться как в субстрате, так и в реагенте или катализаторе.

## Характеристика эффективности
Селективная эффективность асимметрической реакции выделяется из величины энантиомерного избытка (англ. enantiomeric excess, ee), если получившиеся продукты являются энантиомерами, или диастереоселективного избытка (англ. diastereomeric excess, de), если они диастереомеры. Эти величины находятся путем вычисления разности между количествами стереоизомеров, деля при этом на их суммарное количество. В наилучшем случае ee и de равны 100 % (при отсутствии одного из стереоизомеров). Для нестереоселективной реакции ee и de равны 0.
{\displaystyle ee={\frac {R-S}{R+S}}\cdot 100\%}
{\displaystyle de={\frac {R-S}{R+S}}\cdot 100\%}

## Используемые подходы
В стереоселективном синтезе используют три основных подхода:
- использование хирального субстрата
- использование хирального вспомогательного реагента
- использование хирального катализатора

Иногда целесообразно объединить несколько подходов для получения лучшего результата.

### Использование хирального субстрата
Данный подход является самым простым. Хиральный субстрат подвергают последовательным химическим превращениям под действием различных ахиральных реагентов, которые сохраняют хиральность исходного соединения на каждой стадии, что в итоге приводит к хиральному продукту. В качестве хирального субстрата удобно использовать соединения, которые в природе находятся в энантиомерно чистом виде, например, аминокислоты или сахара. Недостатком данного подхода является ограниченность в выборе химических реакций, поскольку некоторые из них могут нарушать хиральность веществ, поэтому не могут быть использованы в стереоселективном синтезе.
Поскольку стереоцентры вводятся в систему вместе с субстратом, а не возникают в ходе химических превращений, относить данный подход к стереоселективному синтезу не совсем правильно.

### Использование хиральных вспомогательных реагентов
Если в субстрате отсутствует стереонаправляющий хиральный атом, можно использовать хиральный вспомогательный реагент, который образует аддукт с субстратом. При этом сам субстрат становится хиральным, и дальнейшие процессы с его участием протекают энантиоселективно. По завершении синтеза вспомогательный реагент удаляется. Недостатком данного подхода является необходимость двух дополнительных стадий для введения и удаления хирального вспомогательного реагента. Кроме того, сам вспомогательный реагент используется в стехиометрическом количестве, что может значительно увеличить стоимость синтеза.

### Использование хирального катализатора
В данном подходе стереонаправляющую роль играет катализатор, который используется в малых количествах и позволяет получить большое количество энантиомерно чистого (или энантиомерно обогащённого) продукта. Различают несколько типов хиральных катализаторов:
- комплексы металлов с хиральными лигандами
- хиральные органокатализаторы
- биокатализаторы
- хиральные кислоты Льюиса.

Первые методы были разработаны У. Ноулзом и Р. Ноёри. В 1968 году Ноулз заменил ахиральные трифенилфосфиновые лиганды в катализаторе Уилкинсона на хиральный фосфиновый лиганд, получив первый хиральный катализатор. Данная методология была развита перебором различных фосфиновых лигандов для повышения энантиомерного избытка и применена в промышленном синтезе L-DOPA.
В том же году Ноёри опубликовал результаты по энантиоселективному циклопропанированию стирола в присутствии хирального катализатора.
Органокатализ предусматривает использование небольших органических молекул (например, производных пролина, имидазолидинона) в качестве хиральных катализаторов. Биокатализ использует природные ферменты для проведения стереоселективных превращений.

## Альтернативы
Существует другой подход к синтезу индивидуальных стереоизомеров соединений, заключающийся в расщеплении рацемата — разделении получаемого рацемического продукта на отдельные стереоизомеры при помощи различных методов. Это может быть полезно в том случае, когда оба энантиомера находят своё применение.